# Kommissionering
Kommissionering, ett välplanerat, dokumenterat och ingenjörsmässigt tillvägagångssätt för igångsättande och överlämnande av anläggning, system och utrustning till slutanvändaren enligt dennes designkrav och förväntningar.